# Teucholabis (Teucholabis) fuscoapicalis
Teucholabis (Teucholabis) fuscoapicalis is een tweevleugelige uit de familie steltmuggen (Limoniidae). De soort komt voor in het Neotropisch gebied.